# Festival Internacional de Cine de San Sebastián 2003
La 51.ª edición del Festival Internacional de Cine de San Sebastián tuvo lugar entre el 17 y 27 de septiembre de 2003.

## Jurados
Jurado de la Sección Oficial
- Héctor Babenco
- Al Clark
- Àcacio De Almeida
- Hugh Hudson
- Sílvia Munt
- Bulle Ogier

Premio Horizontes
- Arturo Ripstein, director mexicano (Presidente)
- José Díaz Espada, actor y productor español
- Edouard Waintrop, crítico de cine francés

Nuevos Directores
- Farida Benlyazid, directora y escritora marroquí (Presidenta)
- Ana Katz, directora de cine argentina
- Martial Knaebel, director del Festival de Friburgo
- Ole Michelsen, crítico de cine danés
- Joxean Muñoz, escritor y crítico de cine español
- Ray Loriga, escritor español
- Giovanni Spagnoletti, productor italiano

## Películas

### Sección Oficial
Las 16 películas siguientes compitieron para el premio de la Concha de Oro a la mejor película:
| Título en España               | Título original             | Director(es)          | País           |
| ------------------------------ | --------------------------- | --------------------- | -------------- |
| La herencia                    | Arven                       | Per Fly               | Dinamarca      |
| Crepúsculo rojo                | Dans le rouge du couchant   | Edgardo Cozarinsky    | Francia        |
| La joven de la perla           | Girl With a Pearl Earring   | Peter Webber          | Reino Unido    |
| En la ciudad                   | En la ciudad                | Cesc Gay              | España         |
| La historia de Marie y Julien  | Histoire de Marie et Julien | Jacques Rivette       | Francia        |
| Grimm                          | Grimm                       | Alex van Warmerdam    | Países Bajos   |
| El camino de las nubes         | O caminho das nuvens        | Vicente Amorim        | Brasil         |
| Crónica de un asesino en serie | Salinui chueok              | Bong Joon-ho          | Corea del Sur  |
| Noviembre                      | Noviembre                   | Achero Mañas          | España         |
| Ojos que no ven                | Ojos que no ven             | Francisco J. Lombardi | Perú           |
| Suite Habana                   | Suite Habana                | Fernando Pérez        | Cuba           |
| Supertex                       | Supertex                    | Jan Schütte           | Países Bajos   |
| Miedo a disparar               | Schussangst                 | Dito Tsintsadze       | Alemania       |
| Te doy mis ojos                | Te doy mis ojos             | Icíar Bollaín         | España         |
| Veronica Guerin                | Veronica Guerin             | Joel Schumacher       | Irlanda        |
| Vías cruzadas                  | The Station Agent           | Tom McCarthy          | Estados Unidos |

### Fuera de competición
Las películas siguientes fueron seleccionadas para ser exhibidas fuera de competición: 
Largometrajes
| Título en España          | Título original           | Director(es)    | País           |
| ------------------------- | ------------------------- | --------------- | -------------- |
| El espíritu de la colmena | El espíritu de la colmena | Víctor Erice    | España         |
| El misterio Galíndez      | El misterio Galíndez      | Gerardo Herrero | España         |
| Open Range                | Open Range                | Kevin Costner   | Estados Unidos |

### Otras secciones oficiales

#### Horizontes
El Premio Horizontes impulsa el conocimiento de los largometrajes producidos total o parcialmente en América Latina, dirigidos por cineastas de origen latino, o bien que tengan por marco o tema comunidades latinas del resto del mundo.
| Título original         | Director(es)          | País      |
| ----------------------- | --------------------- | --------- |
| Ana y los otros         | Celina Murga          | Argentina |
| Bar El Chino            | Daniel Burak          | Argentina |
| El fondo del mar        | Damián Szifron        | Argentina |
| El Polaquito            | Juan Carlos Desanzo   | Argentina |
| Cautiva                 | Gastón Biraben        | Argentina |
| Extraño                 | Santiago Loza         | Argentina |
| La mecha                | Raúl Perrone          | Argentina |
| La primera noche        | Luis Alberto Restrepo | Colombia  |
| Los guantes mágicos     | Martín Rejtman        | Argentina |
| O Homem do Ano          | José Henrique Fonseca | Brasil    |
| Polvo enamorado         | Luis Barrios          | Perú      |
| PyME (Sitiados)         | Alejandro Malowicki   | Argentina |
| Rhythm of the Saints    | Sarah Rogacki         | EE. UU.   |
| PyME (Sitiados)         | Alejandro Malowicki   | Argentina |
| Siete días siete noches | Joel Cano             | Cuba      |
| Sin ton ni Sonia        | Hari Sama             | México    |

Proyecciones especiales Horizontes
| Título original      | Director(es)   | País     |
| -------------------- | -------------- | -------- |
| Narciso              | Udulfo Arrieta | Colombia |
| Voyage en oxyplatine | Jorge Amat     | México   |

#### Perlas
Las 12 películas proyectadas en esta sección son largometrajes inéditos en España, que han sido aclamados por la crítica y/o premiados en otros festivales internacionales. Estas fueron las películas seleccionadas para la secciónː
| Título en España                                  | Título original                      | Director(es)         | País           |
| ------------------------------------------------- | ------------------------------------ | -------------------- | -------------- |
| Primavera, verano, otoño, invierno... y primavera | Bom yeoreum gaeul gyeoul geurigo bom | Kim Ki-duk           | Corea del Sur  |
| La flor del mal                                   | La fleur du mal                      | Claude Chabrol       | Francia        |
| La piscina                                        | Swimming Pool                        | François Ozon        | Francia        |
| Su hermano                                        | Son frère                            | Patrice Chéreau      | Francia        |
| Carandiru                                         | Carandiru                            | Héctor Babenco       | Brasil         |
| In This World                                     | In This World                        | Michael Winterbottom | Reino Unido    |
| Le Divorce                                        | Le Divorce                           | James Ivory          | Estados Unidos |
| Reconstruction                                    | Reconstruction                       | Christoffer Boe      | Dinamarca      |
| Soñadores                                         | The Dreamers                         | Bernardo Bertolucci  | Reino Unido    |
| La mancha humana                                  | The Human Stain                      | Robert Benton        | Estados Unidos |
| Uzak                                              | Uzak                                 | Nuri Bilge Ceylan    | Turquía        |
| Hero                                              | Ying Xiong                           | Zhang Yimou          | China          |

#### Nuevos Directores
Esta sección agrupa los primeros o segundos largometrajes de sus cineastas, inéditos o que solo han sido estrenados en su país de producción y producidos en el último año. Estas fueron las películas seleccionadas para la sección:
| Título en español                  | Título original                    | Director(es)                            | País            |
| ---------------------------------- | ---------------------------------- | --------------------------------------- | --------------- |
| Donau, Duna, Dunaj, Dunav, Dunarea | Donau, Duna, Dunaj, Dunav, Dunarea | Goran Rebic                             | Austria         |
| El final de la noche               | El final de la noche               | Patxi Barko                             | España          |
| Fuera de juego                     | Fuera de juego                     | Víctor Arregui                          | Ecuador         |
| Faithless Games                    | Faithless Games                    | Michaela Pavlátová                      | República Checa |
| Intermission                       | Intermission                       | John Crowley                            | Irlanda         |
| El otro                            | L'autre                            | Benoît Mariage                          | Bélgica         |
| La flaqueza del bolchevique        | La flaqueza del bolchevique        | Manuel Martín Cuenca                    | España          |
| Les corps impatients               | Les corps impatients               | Xavier Giannoli                         | Francia         |
| El hombre que copiaba              | O Homem que Copiava                | Jorge Furtado                           | Brasil          |
| Nicotina                           | Nicotina                           | Hugo Rodríguez                          | México          |
| Old Women                          | Starukhi                           | Gennadi Sidorov                         | Rusia           |
| Godforsaken                        | Van God Los                        | Pieter Kuijpers                         | Países Bajos    |
| Tánger                             | Tánger                             | Juan Madrid                             | España          |
| Travail d'arabe                    | Travail d'arabe                    | Christian Philibert                     | Francia         |
| Wenn der Richtige kommt            | Wenn der Richtige kommt            | Oliver Paulus, Stefan Hillebrand Paulus | Alemania        |
| Zaman, el hombre de los juncos     | Zaman, l'homme des roseaux         | Amer Alwan                              | Irak            |

### Otras secciones

#### Made in Spain
Sección dedicada a una serie de largometrajes españoles que se estrenan en el año. Estas fueron las películas seleccionadas para la sección:
| Título original                         | Director(es)         |
| --------------------------------------- | -------------------- |
| 200 Km.                                 | Diversos autores     |
| El efecto Iguazú                        | Pere Joan Ventura    |
| El oro de Moscú                         | Jesús Bonilla        |
| Gala                                    | Silvia Munt          |
| Eres mi héroe                           | Antonio Cuadri       |
| ¡Es para ti!                            | Bruno Lázaro Pacheco |
| La gran aventura de Mortadelo y Filemón | Javier Fesser        |
| La luz prodigiosa                       | Miguel Hermoso       |
| La vida mancha                          | Enrique Urbizu       |
| Las horas del día                       | Jaime Rosales        |
| Las manos vacías                        | Marc Recha           |
| Los novios búlgaros                     | Eloy de la Iglesia   |
| Mi vida sin mí                          | Isabel Coixet        |
| Soldados de Salamina                    | David Trueba         |
| Tiempo de tormenta                      | Pedro Olea           |
| Torremolinos 73                         | Pablo Berger         |
| Una preciosa puesta de sol              | Álvaro del Amo       |

#### Cine en Construcción
Este espacio, coordinado por el propio Festival juntamente con el Festival de Cine Latinoamericano de Toulouse (orig. Rencontres Cinémas d'Amérique Latine de Toulouse), se exhiben producciones latinoamericanas en fase de postproducción. Estas fueron las películas seleccionadas para la sección:
| Título en original         | Director(es)         | País      |
| -------------------------- | -------------------- | --------- |
| El cielito                 | María Victoria Menis | Argentina |
| El transcurso de las cosas | Esteban Menis        | Argentina |
| La sombra del caminante    | Ciro Guerra          | Colombia  |
| Suspiros del corazón       | Enrique Gabriel      | Argentina |
| Meteoro                    | Diego de la Texera   | Brasil    |
| Otra vuelta                | Santiago Palavecino  | Argentina |
| Fugaz                      | Víctor Dinenzon      | Argentina |
| Otra vuelta                | Fernán Rudnik        | Argentina |

### Retrospectivas

#### Retrospectiva clásica. Homenaje aPreston Sturges
La retrospectiva de ese año fue dedicado a la obra del director, actor y guionista estadounidense Preston Sturges (1898-1959). Se proyectó la mayor parte de su filmografía en diferentes de sus facetas.
| Título en español                      | Título en original                     | Director          | Año  |
| -------------------------------------- | -------------------------------------- | ----------------- | ---- |
| Navidades en julio                     | Christmas in July                      | Preston Sturges   | 1940 |
| El hombre de los brillantes            | Diamond Jim                            | Edward Sutherland | 1935 |
| Una chica afortunada                   | Easy Living                            | Mitchell Leisen   | 1937 |
| Salve, héroe victorioso                | Hail the Conquering Hero               | Preston Sturges   | 1944 |
| Si yo fuera rey                        | If I Were King                         | Frank Lloyd       | 1938 |
| Los carnets del Mayor Thompson         | Les carnets du Major Thompson          | Preston Sturges   | 1955 |
| Recuerdo de una noche                  | Remember the Night                     | Mitchell Leisen   | 1940 |
| Los viajes de Sullivan                 | Sullivan's Travels                     | Preston Sturges   | 1941 |
| Una chica angelical                    | The Good Fairy                         | William Wyler     | 1935 |
| El gran McGinty                        | The Great McGinty                      | Preston Sturges   | 1940 |
| El gran momento                        | The Great Moment                       | Preston Sturges   | 1944 |
| Las tres noches de Eva                 | The Lady Eve                           | Preston Sturges   | 1941 |
| El milagro de Morgan Creek             | The Miracle of Morgan's Creek          | Preston Sturges   | 1944 |
| Un marido rico                         | The Palm Beach Story                   | Preston Sturges   | 1942 |
| The Beautiful Blonde from Bashful Bend | The Beautiful Blonde from Bashful Bend | Preston Sturges   | 1949 |
| Strictly Dishonorable                  | Strictly Dishonorable                  | John M. Stahl     | 1931 |
| Port of Seven Seas                     | Port of Seven Seas                     | James Whale       | 1938 |
| Poder y gloria                         | The Power and the Glory                | William K. Howard | 1933 |
| El pecado de Harold Diddlebock         | The Sin of Harold Diddlebock           | Preston Sturges   | 1947 |
| Infielmente tuyo                       | Unfaithfully Yours                     | Preston Sturges   | 1948 |
| Vivamos de nuevo                       | We Live Again                          | Rouben Mamoulian  | 1938 |

#### Retrospectiva Temática: Entre Amigos y Vecinos
| Título en España              | Título original                | Director(es)               | País      | Año  |
| ----------------------------- | ------------------------------ | -------------------------- | --------- | ---- |
| Femmes de la Medina           | Femmes de la Medina            | Dalila Ennadre             | Marruecos | 1999 |
| Los balizadores del desierto  | El-haimoune                    | Rémy Belvaux, Nacer Khemir | Túnez     | 1984 |
| El muro                       | Al-Hait                        | Yilmaz Güney               | Turquía   | 1983 |
| La ciudadela                  | Al-qalaa/La citadelle          | Mohamed Chouikh            | Argelia   | 1988 |
| El muro                       | Al-saama                       | Néjia Ben Mabrouk          | Túnez     | 1982 |
| Satén rojo                    | Al-satan al-akhmar             | Raja Amari                 | Túnez     | 2002 |
| Cámara Árabe                  | Al-sinima al-arabiya al-shabba | Ferid Boughedir            | Túnez     | 1995 |
| Mil meses                     | Mille mois                     | Faouzi Bensaïdi            | Marruecos | 2003 |
| Días y días                   | Alyam, alyam                   | Ahmed El Maanouni          | Marruecos | 1978 |
| Le cheval de vent             | Aud al-rih                     | Daoud Aoulad Syad          | Marruecos | 1986 |
| Los idiotas                   | Idioterne                      | Lars von Trier             | Dinamarca | 1998 |
| Aziza                         | Aziza                          | Abdellatif Ben Ammar       | Túnez     | 1980 |
| Bab Al-Sama Maftuh            | Bab Al-Sama Maftuh             | Farida Benlyazid           | Francia   | 1980 |
| Bezness                       | Bezness                        | Nouri Bouzid               | Francia   | 1992 |
| Badis                         | Badis                          | Mohamed Abderrahman Tazi   | Marruecos | 1990 |
| Frontières                    | Frontières                     | Mostefa Djadjam            | Argelia   | 2001 |
| Halfaouine                    | Halfaouine                     | Férid Boughedir            | Túnez     | 1990 |
| Hassla                        | Hassla                         | Tariq Teguia               | Argelia   | 2002 |
| El domingo si Dios quiere     | Inch'Allah Dimanche            | Yamina Benguigui           | Argelia   | 2001 |
| Intizar al-nisaa              | Intizar al-nisaa               | Naguel Belouad             | Argelia   | 2001 |
| L'horizon perdu               | L'horizon perdu                | Laila Marrakchi            | Marruecos | 2001 |
| Le soleil assassiné           | Le soleil assassiné            | Abdelkrim Bahloul          | Argelia   | 2003 |
| Louss, warda al-rimal         | Louss, warda al-rimal          | Rachid Benhadj             | Argelia   | 1989 |
| La saison des hommes          | Maussim al-rijal               | Moufida Tlatli             | Túnez     | 2000 |
| Le chant du millénaire        | Nashid al-alfiya               | Mohamed Zran               | Túnez     | 1990 |
| Omar Gatlato                  | Omar Gatlato                   | Merzak Allouache           | Argelia   | 1977 |
| Le vent des Aurès             | Rih al-Aurass                  | Mohamed Lakhdar-Hamina     | Argelia   | 1966 |
| Soleil des hyènes             | Shams al-zibaa                 | Ridha Behi                 | Argelia   | 1966 |
| La plage des enfants perdus   | Shati al-atfal al-daain        | Jilali Ferhati             | Marruecos | 1991 |
| Une minute de soleil en moins | Une minute de soleil en moins  | Nabil Ayouch               | Francia   | 2003 |
| Vivre au paradis              | Vivre au paradis               | Bourlem Guerdjou           | Francia   | 1998 |
| Wa Baad...                    | Wa Baad...                     | Mohamed Ismail             | Marruecos | 2002 |
| Le Sultan de la Médina        | Le Sultan de la Médina         | Moncef Dhouib              | Marruecos | 1993 |

#### Retrospectiva Contemporánea: Conocer aMichael Winterbottom
| Título en español                 | Título en original                | Año  |
| --------------------------------- | --------------------------------- | ---- |
| Ingmar Bergman: The Magic Lantern | Ingmar Bergman: The Magic Lantern | 1988 |
| Forget About Me                   | Forget About Me                   | 1990 |
| Under the sun                     | Under the sun                     | 1992 |
| Cracker (episodio pìloto)         | Cracker (episodio pìloto)         | 1993 |
| Family                            | Family                            | 1994 |
| Besos de mariposa                 | Butterfly Kiss                    | 1995 |
| Go Now!                           | Go Now!                           | 1996 |
| Jude                              | Jude                              | 1996 |
| Bienvenido a Sarajevo             | Welcome to Sarajevo               | 1997 |
| I want you                        | I want you                        | 1998 |
| Wonderland                        | Wonderland                        | 1999 |
| Contigo o sin ti                  | With or Without You               | 1999 |
| El perdón                         | The Claim                         | 2000 |
| 24 Hour Party People              | 24 Hour Party People              | 2002 |
| Código 46                         | Code 46                           | 2003 |

## Palmarés

### Premios oficiales[9]
Ganadores de la Sección Oficial del 51.er Festival Internacional de Cine de San Sebastián de 2003:
- Concha de Oro a la mejor película: Miedo a disparar de Dito Tsintsadze
- Premio Especial del Jurado: Vías cruzadas de Tom McCarthy
- Concha de plata al mejor Director:Bong Joon-ho por Crónica de un asesino en serie
- Concha de plata a la mejor Actriz: Laia Marull por Te doy mis ojos
- Concha de plata al mejor Actor: Luis Tosar por Te doy mis ojos
- Premio del jurado a la mejor fotografía: Eduardo Serra por La joven de la perla
- Premio del jurado al mejor Guion: (ex aequo) Per Fly, Kim Leona, Mogens Rukov y Dorte Hogh por La herencia

### Premios honoríficos

#### Premio Donostia
- Isabelle Huppert[10]
- Sean Penn[11]
- Robert Duvall[12]

### Otros premios oficiales
- Premio Nuevos Directores: Crónica de un asesino en serie de Bong Joon-ho

Mención especial: Faithless Games de Michaela Pavlátová
Mención especial: Wenn der Richtige kommt de Oliver Paulus, Stefan Hillebrand Paulus
- Premio Horizontes: Cautiva de Gastón Biraben

Mención especial: El fondo del mar de Damián Szifron
Mención especial: O Homem do Ano de José Henrique Fonseca
- Premio TCM del Público: Primavera, verano, otoño, invierno... y primavera de Kim Ki-duk
- Premio de la Juventud: Noviembre de Achero Mañas

#### Premios de la industria
- Premios Cine en Construcción: La sombra del caminante de  Ciro Guerra

### Otros premios
- Premio ARTE: Los abajo firmantes de Joaquín Oristrell
- Premio del CEC (Círculo de Escritores Cinematográficos): Te doy mis ojos de Icíar Bollaín
- Gran Premio FIPRESCI: Uzak|| Nuri Bilge Ceylan
- Premio FIPRESCI: Crónica de un asesino en serie de Bong Joon-ho
- Premio CICAE: La joven de la perla de Peter Webber
- Premio SIGNIS: Suite Habana de Fernando Pérez

Mención especial: Vías cruzadas de Tom McCarthy
Mención especial: Te doy mis ojos de Icíar Bollaín
- Premio Futur Talent SIGNIS: Zaman, el hombre de los juncos de Amer Alwan
- Premio Elkartasun Saria: Veronica Guerinde Joel Schumacher
- Premio GEHITU-Asociación de Gays y Lesbianas del País Vasco: Le soleil assassiné de Abdelkrim Bahloul